# Hall S. Lusk

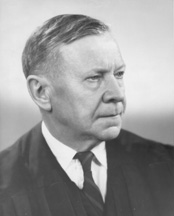
Hall S. Lusk

Hall Stoner Lusk, född 21 september 1883 i Washington, D.C., död 15 maj 1983 i Beaverton, Oregon, var en amerikansk demokratisk politiker och jurist. Han representerade delstaten Oregon i USA:s senat från mars till november 1960.
Lusk utexaminerades 1904 från Georgetown University och avlade 1907 juristexamen vid samma universitet. Han flyttade 1910 till Oregon och tjänstgjorde som domare i Multnomah County 1930–1937. Han var domare i Oregons högsta domstol 1937–1960 och 1961–1968. Han var domstolens chefsdomare 1949–1951.
Senator Richard L. Neuberger avled 1960 i ämbetet och Lusk blev utnämnd till senaten fram till fyllnadsvalet senare samma år. Neubergers änka Maurine Neuberger vann fyllnadsvalet och efterträdde Lusk som senator i november 1960.
Lusk avled i en ålder av 99 år och gravsattes på Mount Calvary Cemetery i Portland, Oregon.